# Jésus prêche à ses disciples
Jésus prêche à ses disciples est une gravure sur cuivre au burin réalisée par le maître CC. Il existe deux exemplaires conservées à Londres et deux exemplaires à la BnF dans le département des estampes et un exemplaire à la bibliothèque de l'Arsenal. Elle mesure 165 × 220 mm.

## Description
La gravure représente Jésus levé et faisant un discours devant une dizaine de personnes assises ou accoudées, toujours dans un décor extérieur comprenant de très nombreuses colonnades. 